# 中国の旅
『中国の旅』（ちゅうごくのたび）は、朝日新聞記者（当時）本多勝一によるルポルタージュ作品である。
日中戦争中の日本の戦争犯罪を現地の視点から明らかにすることを目的として、1971年6月から7月にかけての約四十日間、国交正常化前の中国各地で取材を行い、朝日新聞夕刊に1971年8月末から12月まで連載、1972年に朝日新聞社から単行本『中国の旅』として刊行された。また、姉妹編として写真を主とした『中国の日本軍』が創樹社より刊行された。
中国当局の協力により各地で案内人による説明と被害者への取材がセッティングされ被害者本人による生々しい証言が伝えられた。当時、一般の日本人にはあまり知られていなかった南京事件、三光作戦、平頂山事件、万人坑などをセンセーショナルに取り上げ、連載中から大きな反響を呼んだ。文化大革命中の中国国内の様子を伝えるルポタージュとしても重要である。

日本の戦争犯罪を中国側の視点で伝えたものとして評価される一方、中国共産党の用意した人物の発言や中国側の主張を一方的に掲載したものだとする批判も多く、南京大虐殺、百人斬り競争などは事実関係を巡って戦争責任や歴史認識についての論争を巻き起こした。

## 出版の経緯

### 取材目的
本多によれば「戦争中の中国での日本軍の行動を、中国側の視点から明らかにすること」、特に日本軍の残虐行為に重点を置き、虐殺事件の現場を直接訪問し、被害者に取材をすることを目的としたという。

### 出版までの経緯
日中国交正常化前の中国では、1966年から文化大革命が起こり、日本の報道機関は次々と追放・撤退させられる事態が続いていた。1970年9月に共同通信記者が追放され、以降、中国に滞在していた報道関係者はわずかに朝日新聞特派員のみとなっていた。

朝日新聞の本多勝一記者と古川万太郎記者は、別々の取材目的により中国での取材を計画し、1970年から71年にかけて入国を申請、1971年5月15日入国許可が下り、6月14日に北京入りをした。北京の外交部新聞司の異例の取材協力により中国各地の事件の被害者本人と対面しての取材が実現した。事件の取材は、主に中国側の案内人（現地の革命委員会.など）が事件を解説し、前もって集められた被害者が証言をするという形で行われた。
1971年6月から7月にかけての約四十日間、中国各地で取材を行い、朝日新聞夕刊において、1971年8月26日付から12月25日付けまでの40回、四部構成で連載した（第一部「平頂山事件」・第二部「万人坑」・第三部「南京事件」・第四部「三光政策」）。

1972年、朝日新聞に連載されたものと『朝日ジャーナル』『週刊朝日』の連載分をまとめ、朝日新聞社より単行本『中国の旅』、創樹社より『中国の日本軍』が刊行された。

### 出版後
連載中から大きな反響を呼び、南京事件論争のきっかけとなった。
1983年、本多は再度中国への長期取材を行い、1984年、朝日ジャーナル上で『南京への道』を連載、1987年に単行本『南京への道』が朝日新聞社より刊行された。

## 内容

### 『中国の旅』

#### 本多勝一著作集10『中国の旅』（すずさわ書店 1977年）
※「郭沫若氏との会見」が追加された。

#### 本多勝一集14『中国の旅』（朝日新聞社 1995年）
※「アルバニア瞥見」「再訪・中国の旅」が追加された。

## 評価・批判

### 批判
山本七平（イザヤ・ベンダサン名義）
- 文藝春秋社『諸君!』誌上で『中国の旅』を批判し、本多との論争に発展した[9][10]。

鈴木明
- 文藝春秋社『諸君！』誌上で『中国の旅』を批判した。1973年『「南京事件」のまぼろし』を文藝春秋社から刊行し、南京事件論争へ発展した[11]。

#### 満鉄関係者からの抗議
- 1971年、南満鉱業社友会代表が朝日新聞社へ「万人坑」の記述が事実と異なるとして抗議した[注釈 6]。
- 1986年、久野健太郎(撫順炭鉱技師)は本多に自著を送り「万人坑」について事実と異なる旨を抗議した[注釈 7]。
- 1990年、『正論』誌上で炭鉱関係者と田辺敏雄による『中国の旅』批判、本多勝一との論争が起きた[13][14][15]。撫順会では約千人の「全員調査」により「撫順炭鉱では残虐行為による万人坑は存在しなかった」と結論、1990年12月要旨が産経新聞で報じられた[16]。
- 1991年4月に撫順会、5月に南満鉱業社友会は、朝日新聞社へ『中国の旅』の廃刊を求める申入書を送付した

。

田辺敏雄

産経新聞社『正論』誌上などで本多を批判した。元兵士や炭鉱関係者への調査を行い、「万人坑」などについて記述の多くが誤りであると主張している。

#### 百人斬り競争名誉棄損裁判
「南京」の章で取り上げられた「百人斬り競争」を行ったとされる二少尉、野田毅・向井敏明の遺族が、2003年4月28日、本多勝一、朝日新聞、毎日新聞、柏書房らを、遺族及び故人に対する名誉毀損で提訴したが、2006年12月22日、最高裁において原告側の敗訴が確定した。

#### 写真誤用問題
『中国の日本軍』で掲載された写真のうち「婦女子を狩り集めて連れて行く日本兵たち。強姦や輪姦は七、八歳の幼女から、七十歳を越えた老女にまで及んだ。(南京市提供)」と説明される写真が、実際には1937年11月『アサヒグラフ』掲載の戦争犯罪と無関係な写真をキャプション改竄したものと判明した。本多は2014年のインタビューで写真誤用を認めたが、書籍の回収や訂正は行っていない。
また『中国の旅』『中国の日本軍』に掲載された南京市提供の他の写真についても、日本の画報からキャプションを改竄した写真や、撮影者や撮影場所など基本的な情報を欠いた写真であることが指摘されている。